# Corey Hawkins
Corey Antonio Hawkins (Washington, 22 ottobre 1988) è un attore statunitense.
Ha raggiunto la popolarità grazie al film Straight Outta Compton.

## Biografia
Hawkins è nato a Washington, dove ha frequentato la Duke Ellington School of the Arts. Si è diplomato presso la celebre Juilliard School di New York, è stato un membro del Gruppo 40 della Drama Division. Mentre studiava alla Juilliard ha ricevuto il prestigioso John Houseman Award, premio che viene concesso ad uno studente che ha dimostrato capacità eccezionali nel teatro classico.

## Carriera
Nel 2010 Hawkins ha iniziato la sua carriera d'attore prendendo parte ad alcuni cortometraggi, recitando in produzioni teatrali off-Broadway e apparendo come guest star in alcune serie televisive. Nel 2012 ha fatto il suo debutto cinematografico nel film indipendente Allegiance. Nell'anno successivo ha ottenuto un piccolo ruolo nel sequel della Marvel Studios Iron Man 3, film con protagonista Robert Downey Jr. Sempre nel 2013 ha debuttato a Broadway come Tebaldo nel revival teatrale di Romeo e Giulietta di William Shakespeare, con Orlando Bloom e Condola Rashād nei panni dei protagonisti. Nell'anno seguente questa produzione teatrale è diventata un film. Nel 2014 è comparso al fianco di Liam Neeson e Julianne Moore nel film thriller Non-Stop.
La notorietà è giunta nel 2015, anno in cui ha interpretato il ruolo di Dr. Dre nel biopic Straight Outta Compton, film che racconta l'ascesa e il declino del gruppo hip-hop N.W.A. Nello stesso anno, inoltre, si è unito al cast della serie televisiva The Walking Dead, nei panni di Heath, personaggio principale dell'omonima serie a fumetti di Robert Kirkman. Nel 2017 è apparso nel reboot Kong: Skull Island, dove ha recitato al fianco di Tom Hiddleston, Brie Larson, Samuel L. Jackson e John Goodman. Nello stesso anno ha interpretato il protagonista Eric Carter nella serie televisiva thriller 24: Legacy, spin-off della serie 24. A causa dei bassi ascolti la serie viene cancellata dopo una sola stagione.

## Filmografia

### Cinema
- Allegiance, regia di Michael Connors (2012)
- Iron Man 3, regia di Shane Black (2013)
- Non-Stop, regia di Jaume Collet-Serra (2014)
- Romeo and Juliet, regia di Don Roy King (2014)
- Straight Outta Compton, regia di F. Gary Gray (2015)
- Kong: Skull Island, regia di Jordan Vogt-Roberts (2017)
- BlacKkKlansman, regia di Spike Lee (2018)
- 6 Underground, regia di Michael Bay (2019)
- Georgetown, regia di Christoph Waltz (2019)
- In the Heights - Sognando a New York (In the Heights), regia di Jon M. Chu (2020)
- Macbeth (The Tragedy of Macbeth), regia di Joel Coen (2021)
- Demeter - Il risveglio di Dracula (The Last Voyage of the Demeter), regia di André Øvredal (2023)
- The Color Purple, regia di Blitz Bazawule (2023)
- The Piano Lesson, regia di Malcolm Washington (2024)

### Televisione
- Futurestates – serie TV, episodio 2x05 (2011)
- Royal Pains – serie TV, episodio 3x04 (2011)
- Golden Boy – serie TV, episodio 1x03 (2013)
- The Walking Dead – serie TV, 5 episodi (2015-2016)
- 24: Legacy – serie TV, 12 episodi (2017)
- Survive – serie TV (2020)

### Cortometraggi
- Empire Corner, regia di J.P. Chan (2010)
- Wu is Dead, regia di Richard Wong (2010)

## Teatro
- Hurt Village (2011)[13]
- Suicide Inc (2011)[13]
- Romeo e Giulietta (2013)[13]
- Sei gradi di separazione (2017)
- Topdog/Underdog (2022)

## Riconoscimenti
- 2015 – Hollywood Film Awards[14]
  - Premio al Miglior cast emergente per Straight Outta Compton
- 2015 – Black Film Critics Circle Awards[15]
  - Miglior cast per Straight Outta Compton
- 2016 – Screen Actors Guild Awards[16]
  - Candidatura al Miglior cast per Straight Outta Compton
- 2016 – NAACP Image Award[17]
  - Candidatura come Miglior attore non protagonista in un film per Straight Outta Compton
- 2016 – Black Reel Awards[18]
  - Candidatura come Miglior attore non protagonista in un film per Straight Outta Compton
- 2023 – Tony Award
  - Candidatura come Miglior attore protagonista in un'opera teatrale per Topdog/Underdog

## Doppiatori italiani
Nelle versioni in italiano delle opere in cui ha recitato, Corey Hawkins è stato doppiato da:
- Gabriele Vender in Sognando a New York - In the Heights, Il colore viola
- Andrea Mete in 24: Legacy, Georgetown
- Riccardo Scarafoni in Demeter - Il risveglio di Dracula, The Piano Lesson
- Luca Mannocci in Straight Outta Compton
- Davide Perino in The Walking Dead
- Simone Crisari in Kong: Skull Island
- Daniele Raffaeli in BlacKkKlansman
- Manuel Meli in 6 Underground
- Simone D'Andrea in Macbeth